# ساراکاتسانی
ساراکاتسانی‌ها (یونانی: Σαρακατσάνοι، همچنین نوشته‌شده به عنوان Karakachani, بلغاری: каракачани) یک زیرگروه جمعیتی از قومیت یونانی‌ها هستند که به‌طور سنتی چوپانان رمه‌گردان بومی یونان بودند و در کشورهای همسایه بلغارستان، جنوب آلبانی و مقدونیه شمالی اقلیتی از ساراکاتسانی‌ها زندگی می‌کنند. بیشتر ساراکاتسانی‌ها که از لحاظ تاریخی در کوه‌های پیندوس و دیگر رشته‌کوه‌ها در قاره یونان متمرکز شده‌اند، شیوه زندگی رمه‌گردانی را رها کرده و شهرنشین شده‌اند.

درفش ساراکاتسانی

علیرغم سکوت نویسندگان کلاسیک و قرون وسطی، پژوهشگران با استناد به شواهد زبانی و جنبه‌های خاصی از فرهنگ سنتی و سازمان اجتماعی-اقتصادی خود، استدلال می‌کنند که ساراکاتسانی‌ها قومی یونانی هستند که احتمالاً از نسل دامداران بومی دوران یونان کلاسیک هستند. یک نظریه محبوب، بر پایه زبانشناسی و فرهنگ مادی، نشان می‌دهد که ساراکاتسانی‌ها بازمانده دوری‌ها هستند که برای سده‌ها در کوه‌ها از دیگر جوامع منزوی بودند.
منشأ و ریشه آنها موضوع مورد توجه گسترده‌ای است که منجر به چندین پژوهش میدانی توسط مردم‌شناسان در میان ساراکاتسانی‌ها شده‌است.

## زبان
ساراکاتسانی‌ها به گویش یونانی شمالی، ساراکاتسانیکا (Σαρακατσάνικα) سخن می‌گویند که در آن عناصر زیادی از یونانی باستان به جا مانده و این عناصر در سایر گونه‌های یونانی نوین وجود ندارند. کارستن هوگ بیان می‌کند که در گویش ساراکاتسانی آثار قابل توجهی از وام‌واژه‌های خارجی وجود ندارد و عناصر خارجی در ساختارهای آوایی یا دستوری یافت نمی‌شوند. ساراکاتسانی‌ها چند واژه در رابطه با دامداری با ریشه در زبان آرومانی دارند، اما تأثیرات آرومانی بر گویش ساراکاتسانی نتیجه تماس‌های اخیر و وابستگی‌های اقتصادی بین این دو گروه است. در بلغارستان، ساراکاتسانی‌ها زبان بلغاری و یونانی را به همان میزان در خانواده‌ها و جوامع خود به کار می‌برند. آنها هویت پیچیده یا متفاوتی دارند، برخی خود را به عنوان ساراکاتسانی، یونانی یا بلغاری می‌دانند. در بلغارستان آنها معمولاً قومیت خود را بلغاری می‌دانند و در بیشتر مواقع به زبان بلغاری سخن می‌گویند.